# Matelea diversifolia
Matelea diversifolia är en oleanderväxtart som först beskrevs av Fourn., och fick sitt nu gällande namn av G. Morillo och J. Fontella Pereira. Matelea diversifolia ingår i släktet Matelea och familjen oleanderväxter. Utöver nominatformen finns också underarten M. d. surgens.